# Modelfly
Et modelfly er et fly bygget i lille skala. Hvis der er et virkeligt forbillede, taler man om en skalamodel.
Modelfly kan være bygget alene med henblik på udstilling eller med henblik på flyvning. Der findes fire hovedkategorier:
- fjernstyring
- fritflyvning
- linestyring
- indendørs

## Organisation
I Danmark er al modelflyvning organiseret igennem Modelflyvning Danmark.
 Modelflyvning Danmark er hovedorganisation for både hobby og sportsudøvelse. Derudover er Modelflyvning Danmark den eneste organisation i Danmark som tilbyder en kollektiv modelflyver forsikring.
Modelflyvning som konkurrencesport er organiseret internationalt gennem FAI (Fédération Aéronautique Internationale) og i Danmark gennem KDA (Kongelig Dansk Aeroklub). Medlemskabet til KDA er inkluderet i Modelflyvning Danmark medlemskabet.

## Fjernstyrede modelfly
Ofte er radiostyrede modelfly kun semi-skala (flyets proportioner er ikke helt som det rigtige fly), da små vinger opfører sig anderledes i luften end deres store forbilleder. Af samme grund findes der mange modeller, som er bygget fra bunden til fjernstyring uden at have et forbillede.
Byggematerialer til modelfly skal være meget lette og kan f.eks. omfatte skummaterialer (f.eks. flamingo, EPP, Depron), balsatræ, tynd krydsfiner, kulfiber, glasfiber, pianotråd og beklædning i form af (ris)papir og folier (f.eks. solarfilm).
Fremdrift af modelfly kræver energi. Den kan komme fra elektricitet, methanol, benzin eller jetfuel. Mens der ikke er sket så meget indenfor traditionelle forbrændingsmotorer til modelfly siden 1960'erne, er elektriske motorer og jetmotorer under hastig udvikling i tiden efter år 2000. De ganske små og lette jetmotorer har nu så stor kraft, at de benyttes til at drive full-size svævefly frem. Tilsvarende er batteriteknologi og elektronik så fremskreden, at elektriske fly kan opnå samme flyvetider og kraftoverskud som deres brændstofdrevne brødre. Dog er elektrisk flyvning stadig noget mere kostbar, men fordelene er et markant mindre støjniveau og intet svineri med olie.
I Danmark er modelflyvning underlagt reglerne i luftfartsloven. Den del, der vedrører modelflyvning, hedder BL9-4.
Man bruger frekvenser omkring 35 MHz, 40 MHz og 2.4 GHz. Medens 35 MHz er forbeholdt modelfly, er 40 MHz også tilladt at bruge til modelbiler. 27 MHz er forbeholdt at bruge til biler samt både og må ikke benyttes til fly og helikoptere. Inden for de seneste år (fra ca. 2007) er der dukket en del udstyr op på det uregulerede 2,4 GHz bånd. Disse sendere er kendetegnende ved enten dynamisk at vælge en ledig kanal og/eller at benytte sig af frequency hopping spread spectrum (FHSS). For øjeblikket (2009) sker der et massivt skift til 2,4 GHz udstyr og vil, hvis udviklingen fortsætter, helt dominere markedet inden for ganske få år.
Den engelske betegnelse for fjernstyring er "Radio Control", dvs. radiostyring. Derfor støder man nogle gange på betegnelserne RC-flyvning eller R/C-flyvning.

## Fritflyvning
Modelflyvning, hvor piloten ikke har indflydelse på flyvningen efter starten. Der konkurreres på flyvningens varighed med en maksimumstid på typisk 3 minutter. En konkurrence kan fx have 5, 7 eller 10 starter.
Der konkurreres i følgende hovedkategorier:
- svævemodeller
- gummimotormodeller
- motormodeller
- chuckglidere

Yderligere information om fritflyvning kan findes på Fritflyvnings-Unionens hjemmeside som nu er en del af Modelflyvning Danmark.

## Linestyring
Modelflyvning, hvor modellen styres via to liner.
Modellen flyver derfor i en halvkuppel, omkring et centrum, hvor piloten styrer modellen med et håndtag forbundet til linerne. Modellen drives af en stempelmotor, men også elektriske motorer er ved at finde vej frem i cirklen.
Der konkurreres i en række internationale discipliner, fx:
- kunstflyvning
- hastighedsflyvning
- holdkapflyvning
- kampflyvning

## Indendørs
Der flyves bedst i store haller. Af den grund findes indendørs modelflyvning kun i meget begrænset omfang.
Indendørs modelflyvningen er delt i to kategorier:
Indendørs fritflyvende gummimotormodeller:
Modellerne er ekstremt spinkle konstruktioner. En model med en vingespændvidde på fx 60 cm vejer nogle få gram, heraf er halvdelen gummimotoren!
Indendørs fjernstyrede modeller:
Disse modeller må i Danmark veje op til 500 gram, og dækker både helikoptere og fastvingede fly, samt mere usædvanlige modeller, eksempelvis ornihoptere (fly der "basker" med vingerne).
Flyene styres ligesom de udendørs af fjernstyringer på 35 MHz, de anvender dog normalt elektromotorer til fremdrivningen.

## Lovgivning
I Danmark er flyvningen med ubemandede modelfly reguleret efter BL 9-4, Bestemmelser om luftfart med ubemandede luftfartøjer, som ikke vejer over 25 kg, udgave 3, 9. januar 2004.
De almindelige bestemmelser angiver blandt andet:
- Flyvningen må ikke udsætte andres liv og ejendom for fare.
- Flyvning skal foregå mindst 5 km fra banerne på en offentlig flyveplads og mindst 8 km fra banerne på en militærflyvestation.
- Afstanden til bymæssig bebyggelse og større offentlig vej skal være mindst 150 m.
- Flyvehøjden må højst være 100 m over terræn.
- Tæt bebyggede områder, (bl.a. sommerhusområder og beboede campingpladser), samt områder, hvor et større antal mennesker er samlet i fri luft, må ikke overflyves.
- Særligt følsomme naturområder må ikke overflyves.

Straffen for overtrædelse af de almindelige bestemmelser er bøde.

## Godkendte droneoperatører
Trafikstyrelsen giver mulighed for, at man kan søge om dispensation og blive godkendt droneoperator, hvilket blandt andet kræver tegningsberettigelse, beskrivelse af enheden, oplysninger om pilot og redegørelse af erfaring, ansvarsforsikring og driftshåndbog.
I Danmark er der pr. juni 2015 omtrent 80 godkendte droneoperatører. Blandt operatørerne findes både deciderede drone-virksomheder, filmproduktionsselskaber, medievirksomheder (bl.a. DR og Fynske Medier), myndigheder (bl.a. Københavns Brandvæsen, Odense Kommune og Styrelsen for Slotte og Kulturejendomme) og uddannelsesinstitutioner (bl.a. Det Natur- og Biovidenskabelige Fakultet).

### Kategorier
Droneoperatører er godkendt i en eller flere af nedenstående kategorier:
- 1A: 0-1½ kg
- 1B: 1½-7 kg
- 2: 7-25 kg